# Ройс (річка)
Ройс — річка довжиною 164 кілометрів в Швейцарії з площею басейну 3425 км². Таким чином вона четверта найбільша річка Швейцарії після Рейну, Ааре та Рони. Верхня частина Ройсу можливо, носила назву *Sila, з якого походить топонім Зіленен. Сучасна назва з'явилась у 1296 як Rusa, між 16 та 19 сторіччям — Ursa.

## Географія протікання
Ройс витікає із масиву Готтард, на однойменному льодовику. З перевалу Готтард бере початок Готтардрейс, а з перевалу Фурка (2436 м) — Фуркарейс, приймаючи біля селища Реальп струмок Вітенвассеренрейс. Ці витоки зливаються в Урнерській долині, утворюючи річку Ройс.
Біля Андерматту повертає річка на північ і протікає через ущелину Шелленен. Важкопрохідна ущелина з її стрімкими, в сотні метрів висотою гранітними стінами, була до Високого середньовіччя перепоною до зв'язку із перевалом Сент-Готтард. Ця перепона була подолана завдяки будівництву Чортового мосту в XIII столітті.
Біля Гешенену залізниця і автомобільний шлях виходять із Готтардського тунелю. До Ерстфельду слідують інші ущелини, потім дорога йде через широку рівнину Урнерської долини Ройсу, аж поки біля Флюелен він не впадає до Озера Чотирьох Кантонів.
В Люцерні витікає із озера і тече широкою річкою з численними поворотами спочатку на схід, потім в північному напрямку через долину Ройса, мимо старовинних міст Бремгартен та Майлінген, поки під Віндішем біля «Водного Замку Швейцарії» вона не впадає до Аари.

## Значимість
Історична значимість річки Ройсу полягає у тому, що з 10-го сторіччя протягом близько 200 років вона була прикордонною річкою швейцарської території між королівством Бургундії та Німецькою імперією.